# 발리시아 키아네아
발리시아 키아네아(영어: pink quill)는 파인애플과에 속한 에콰도르 우림의 토착종이다. 이 다년생 착생식물은 넓이, 높이가 50cm까지 자랄 수 있으며, 줄기 없는 로제트 형을 이루는 아래로 휘어진 이파리들에서 봄과 가을에 스무 개의 분홍색 포엽에 싸인 자줏빛 꽃이 개화한다.
라틴어 종명 'cyanea'는 "파란색"을 뜻하며, 꽃의 진한 자줏빛 색깔을 나타낸다.
이 식물은 7도의 추위까지 견딜 수 있어서, 온대 지역에서 흔히 손이 적게 가는 실내화초로 키워지며, 난초와 같이 팔리기도 한다. 이 식물은 영국 왕립 원예 학회의 가든메리트상을 수상하였다.

## 각주

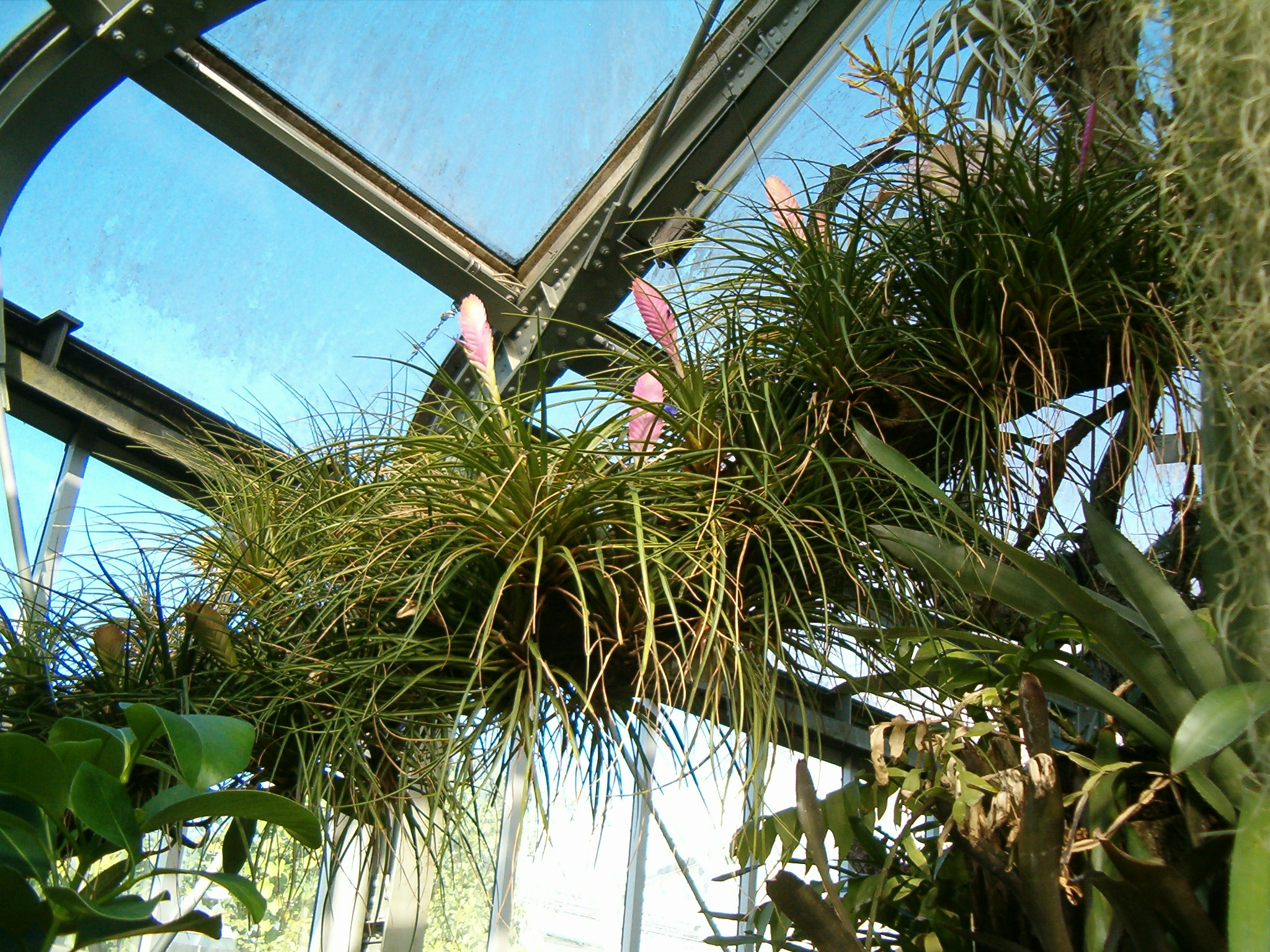
Tillandsia cyanea cyanea
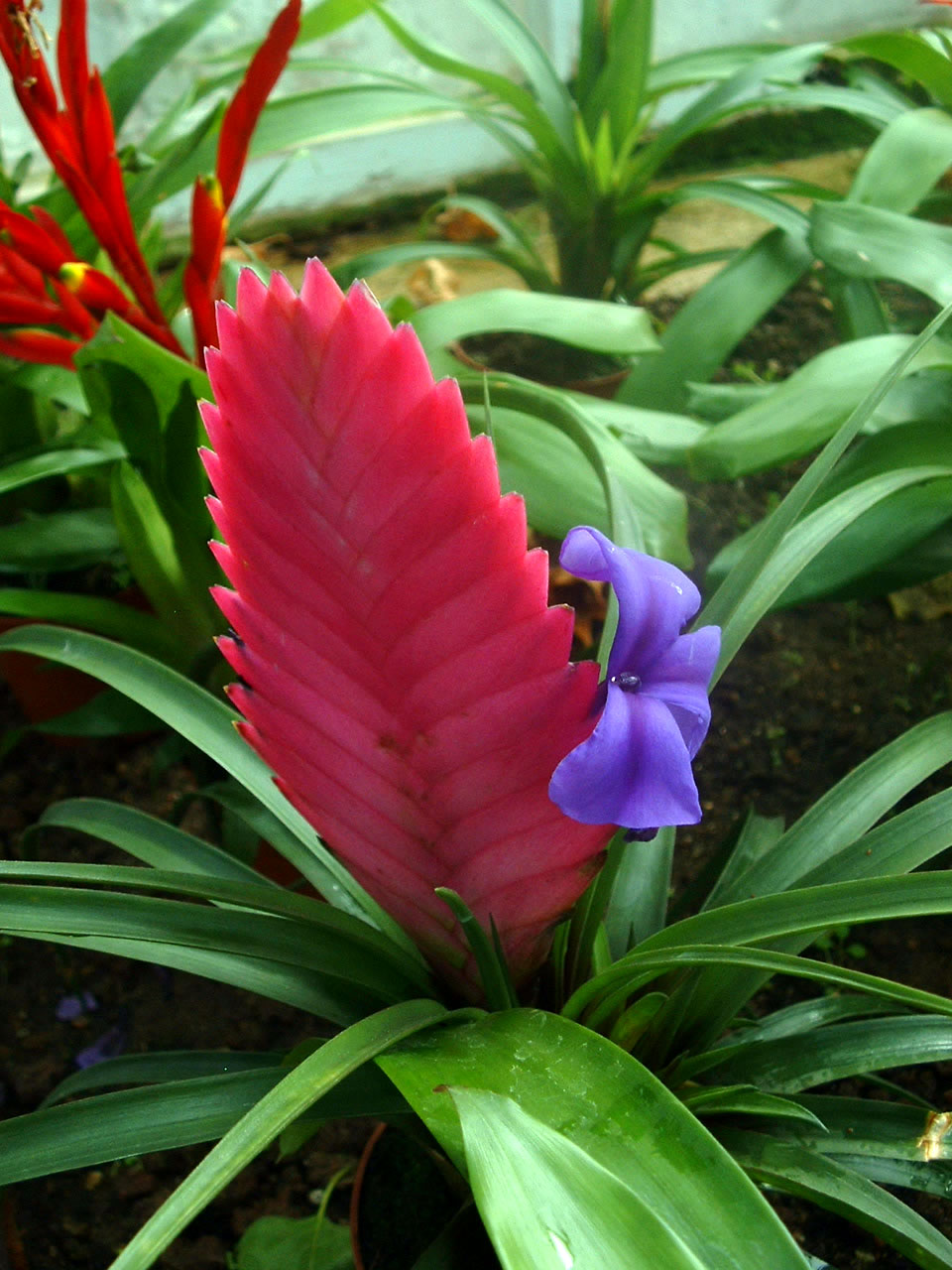
Tillandsia cyanea
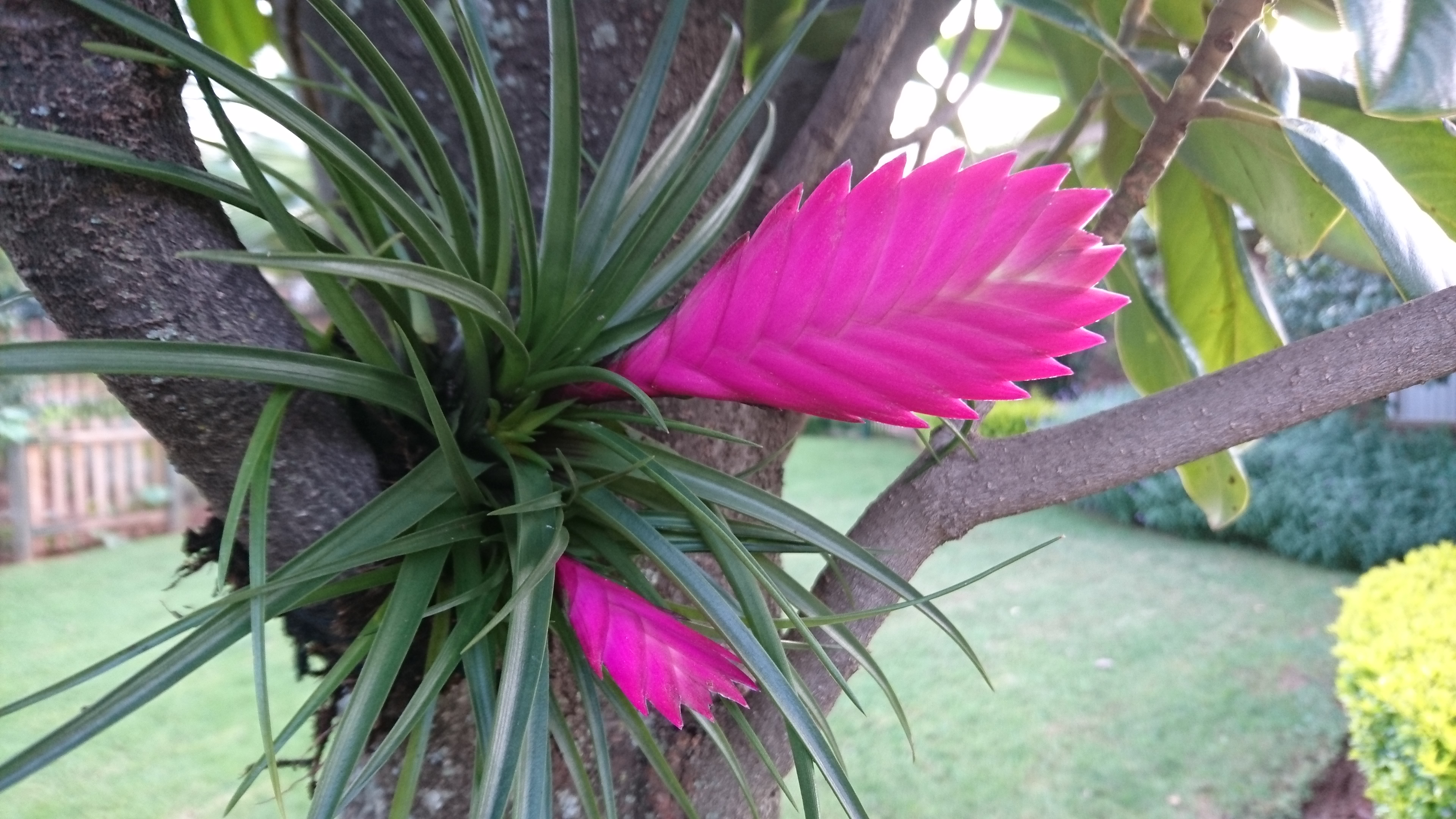
Tillandsia cyanea